# Kihesa
Kihesa ist ein Verwaltungsbezirk (englisch Ward) des Distrikts Iringa (MC) in der tansanischen Region Iringa.

## Geografie
Kihesa liegt im südlichen Hochland von Tansania in etwa 1600 Meter Seehöhe. Es ist ein Stadtteil im Nordosten der Regionshauptstadt Iringa. Der Bezirk grenzt im Norden an Mkimbizi, im Osten an Nduli, im Süden an Igumbilo und Gangilonga und im Westen an Mtwivila. Bei der Volkszählung 2022 lebten 22.276 Menschen in 6716 Haushalten auf einer Fläche von 6 Quadratkilometern.

## Gliederung
Der Bezirk besteht aus 15 Stadtteilen (swahili Mtaa):
- Dodoma Road A
- Dodoma Road B
- Semtema A
- Semtema B
- Ilembula
- Mwenge
- Mafifi
- Kilimani
- Ngome
- Dodoma Road F
- Sokoni
- Mfaranyaki
- Ramadhani Waziri
- Msikitini
- Mbuma

## Infrastruktur
- Bildung: Die Kihesa Secondary School ist eine staatliche Tagesschule mit einer Ausbildung bis zur 4. Stufe.[8]
- Gesundheit: Im Bezirk gibt es ein staatliches Gesundheitszentrum.[9]
- Verkehr: Die Nationalstraße T5, hier Dodoma Highway genannt, bildet die Bezirksgrenze im Westen.